# Mesobius
A Mesobius a sugarasúszójú halak (Actinopterygii) osztályának a tőkehalalakúak (Gadiformes) rendjébe, ezen belül a hosszúfarkú halak (Macrouridae) családjába tartozó nem.

## Rendszerezés
A nembe az alábbi 2 faj tartozik:
- Mesobius antipodum Hubbs & Iwamoto, 1977
- Mesobius berryi Hubbs & Iwamoto, 1977 - típusfaj